# 獵狗灣
54°22′S 36°13′W / 54.367°S 36.217°W

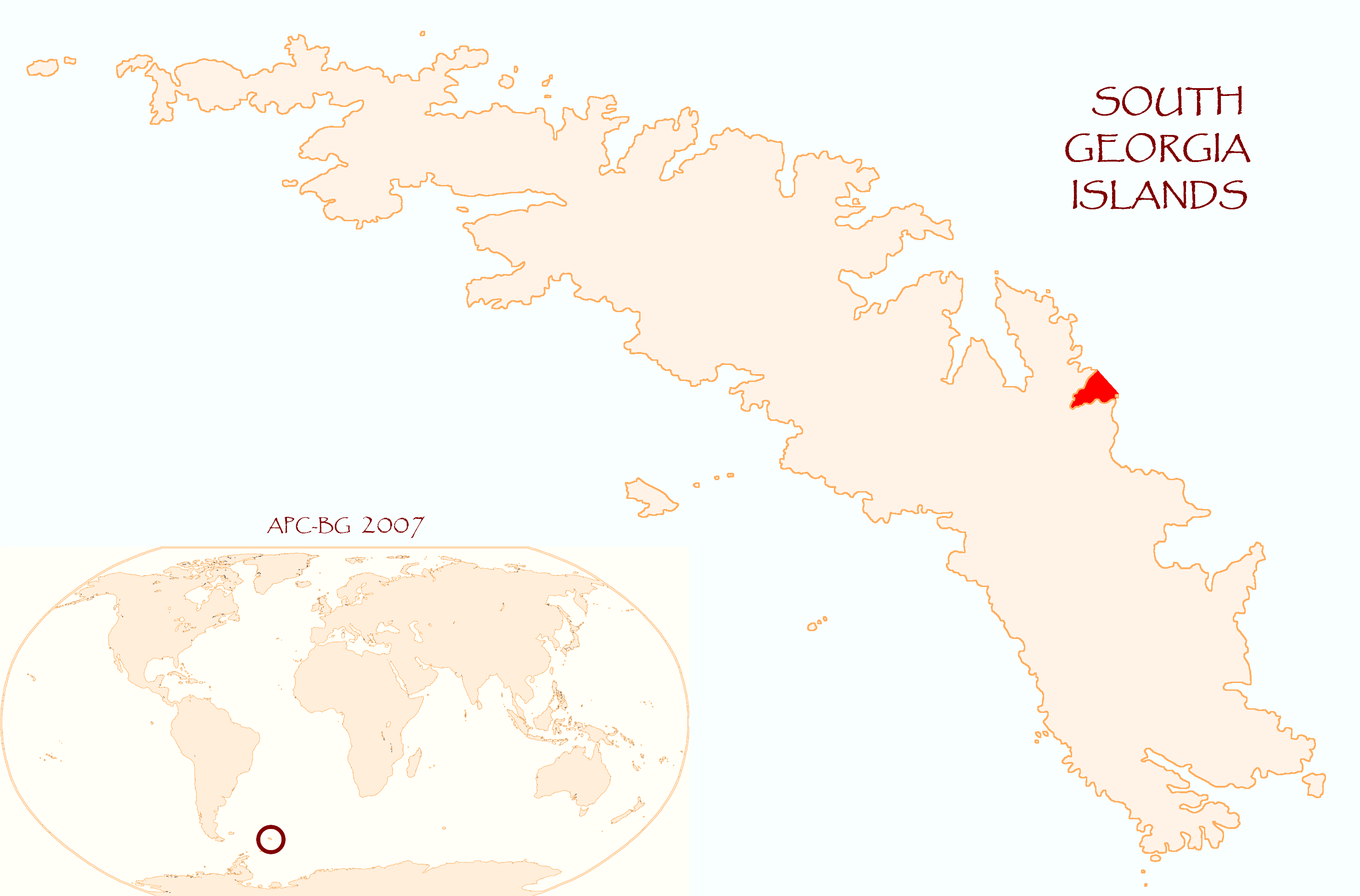
獵狗灣在南喬治亞島的位置

獵狗灣是南極洲的海灣，位於南喬治亞島北岸，長5公里、寬4公里，處於蒂茹卡角和瓦科普角之間，由英國南極名稱諮詢委員會命名。